# Ihre ergebenste Fräulein
Ihre ergebenste Fräulein (englischer Festivaltitel Well Ordered Nature) ist ein deutscher Essayfilm von Eva C. Heldmann über die Botanikerin und Pädagogin Catharina Helena Dörrien, die im 18. Jahrhundert in Dillenburg lebte. 

## Handlung
In Ihre ergebenste Fräulein geht es thematisch um das regionale und das globale Klima, die soziale Fürsorge, die Sanktionierungen von „Arbeitsscheuen“ und die Vertreibung von Fremden. Texte von Catharina Helena Dörrien und aus den Dillenburgischen Intelligenz-Nachrichten aus der Mitte des 18en Jahrhunderts werden mit aktuellen Bildern aus Dillenburg konfrontiert. Der Film beginnt mit einem Zitat von Gerhard Schöning aus den Dillenburgischen Intelligenz Nachrichten, der ausführlich über die Auswirkungen der Forstwirtschaft auf das Klima berichtet. 
Catharina Helena Dörrien steht im Mittelpunkt des Filmes. Die Botanikerin zog 1749 nach Dillenburg, um im Haus des Archivars Anton Ulrich von Erath zu unterrichten und wissenschaftlich zu arbeiten. In dieser Zeit gehörte die Region zum Fürstentum Oranien-Nassau mit Hauptsitz Den Haag. In ihren Texten und Briefen tat sich Dörrien durch präzise Zeichnungen und Kolorierungen einheimischer Pflanzen und vor allem durch Beschreibung ihrer Lernprozesse bei diesen Tätigkeiten hervor. Heldmann montiert Bildzitate aus dem Verzeichniß und Beschreibung der sämtlichen in den Fürstlich Oranien-Nassauischen Landen wildwachsenden Gewächse mit zeitgenössischen assoziativen Bildern aus Dillenburg und Umgebung und schafft so einen Erzählbogen, in dem die historischen Zitate überraschend gegenwärtig wirken.

## Veröffentlichung
Der Film hatte am 16. Februar 2024 in der Sektion Forum auf der Berlinale seine Weltpremiere.

## Auszeichnungen und Nominierungen
- 2024: Internationale Filmfestspiele Berlin